# Danny Jacobson
Danny Jacobson é um roteirista, produtor e ator estadunidense, mais conhecido por ter criado, ao lado de Paul Reiser, a série de televisão Mad About You.
Indicado quatro vezes aos Emmy Awards, e ao Globo de Ouro, pela série Mad About You,  Jacobson também criou, com Paul Reiser, os remakes da série, no Reino Unido (Loved by You ) e no Chile (Loco por Ti).

## Trabalhos

### Séries de TV
Ator
- seaQuest DSV (1994) [9]
- Happy Days (1974), episódio 1: Richie Goes All The Way.... Pat Jackson [10]

Roteirista
- The Odd Couple (2015) [11]
- The Honeymooners (2005) [12]
- Loco por Ti (2004) [8]
- Two Guys and a Girl (1998) (1 episódio)[12]
- Loved by You (1997 - 1998), 13 episódios [13]
- Mad About You (1992-1996),  3 episódios: The Procedure (1996), Same Time Next Week (1994), Romantic Improvisations (1992)
- Good Advice (1993)
- Roseanne (1988-1990), 12 episódios
- My Sister Sam (1986)
- Just Our Luck (1983)
- Fame (1982)
- Soap (1981) (5 episódios)

Produtor ou produtor executivo
- The Odd Couple (2015) [14][15]
- Two Guys and a Girl (1998)
- Mad About You (1996) [3]
- Simon (1995-1996)[16]
- Roseanne (1989-1990) (24 episódios)